# Ochropleura arschanica
Ochropleura arschanica är en fjärilsart som beskrevs av Corti och Max Wilhelm Karl Draudt 1933. Ochropleura arschanica ingår i släktet Ochropleura och familjen nattflyn. Inga underarter finns listade i Catalogue of Life.